# Bandō, Ibaraki
Bandō (japanska: 坂東市?, Bandō-shi) är en stad i Ibaraki prefektur i Japan. Staden fick stadsrättigheter 2005.